# Sala Daeng

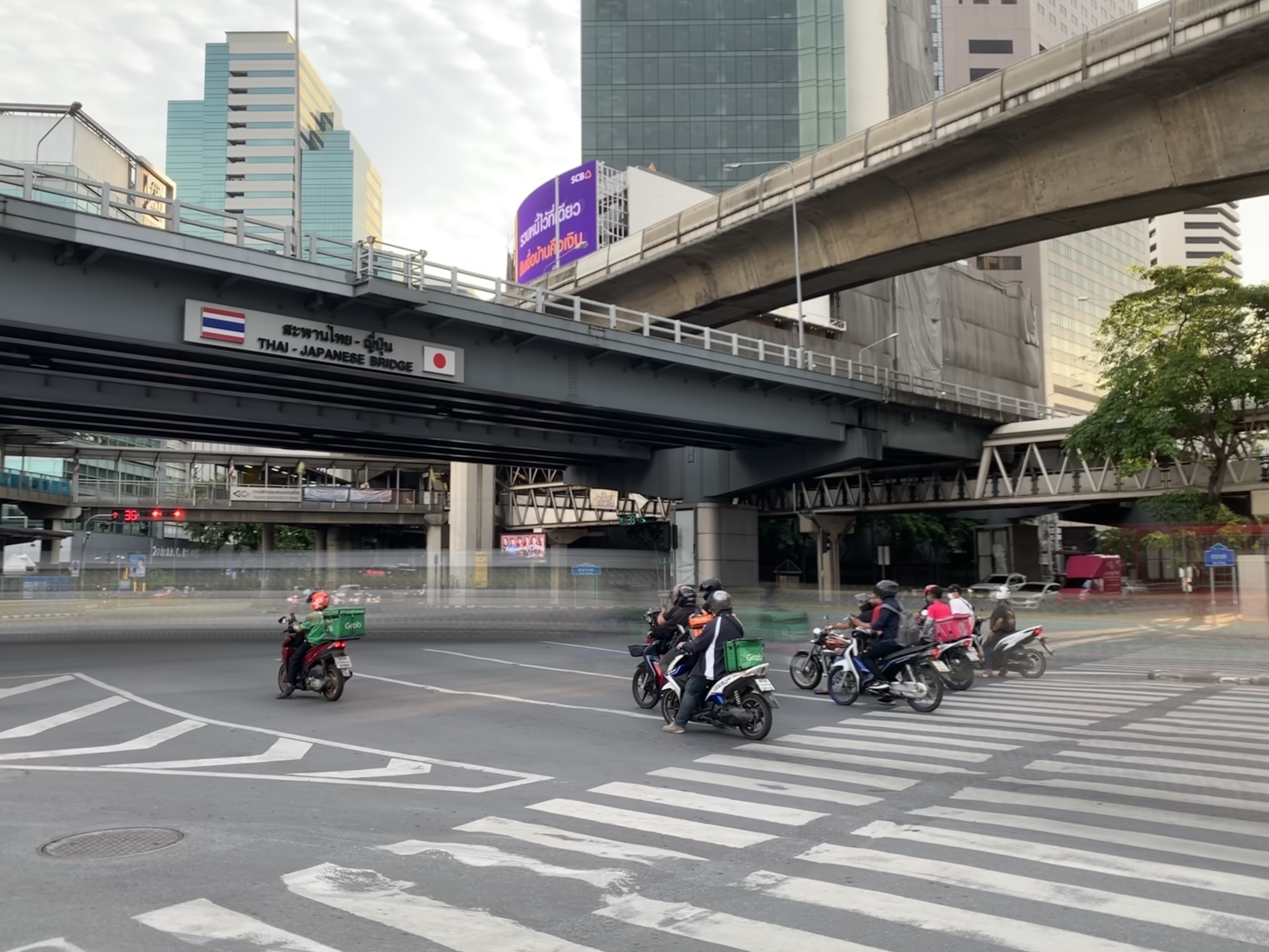
Sala Daeng-korsningen, med den thailändskjapanska bron och BTS ovanför. Foto: commonsanvändare Chainwit., 2021.

Sala Daeng (thai: ศาลาแดง, uttal: [sǎːlāː dɛ̄ːŋ]), "Röda paviljongen", är en korsning och ett område i början av Thanon Silom (thai: สีลม), "väderkvarnsgatan", i Bangkok, Thailand. Den ligger i Pathum Wan-distriktet (thai: ปทุมวัน), där det gränsar mot Bangrakdistriktet (thai: บางรัก) och Silom korsar Rama IV (thai: ถนนพระรามที่ 4) och Ratchadamri (thai: ถนนราชดำริ). Den thailändskjapanska vänskapsbron som restes 1992 går över Sala Daeng-korsningen. 

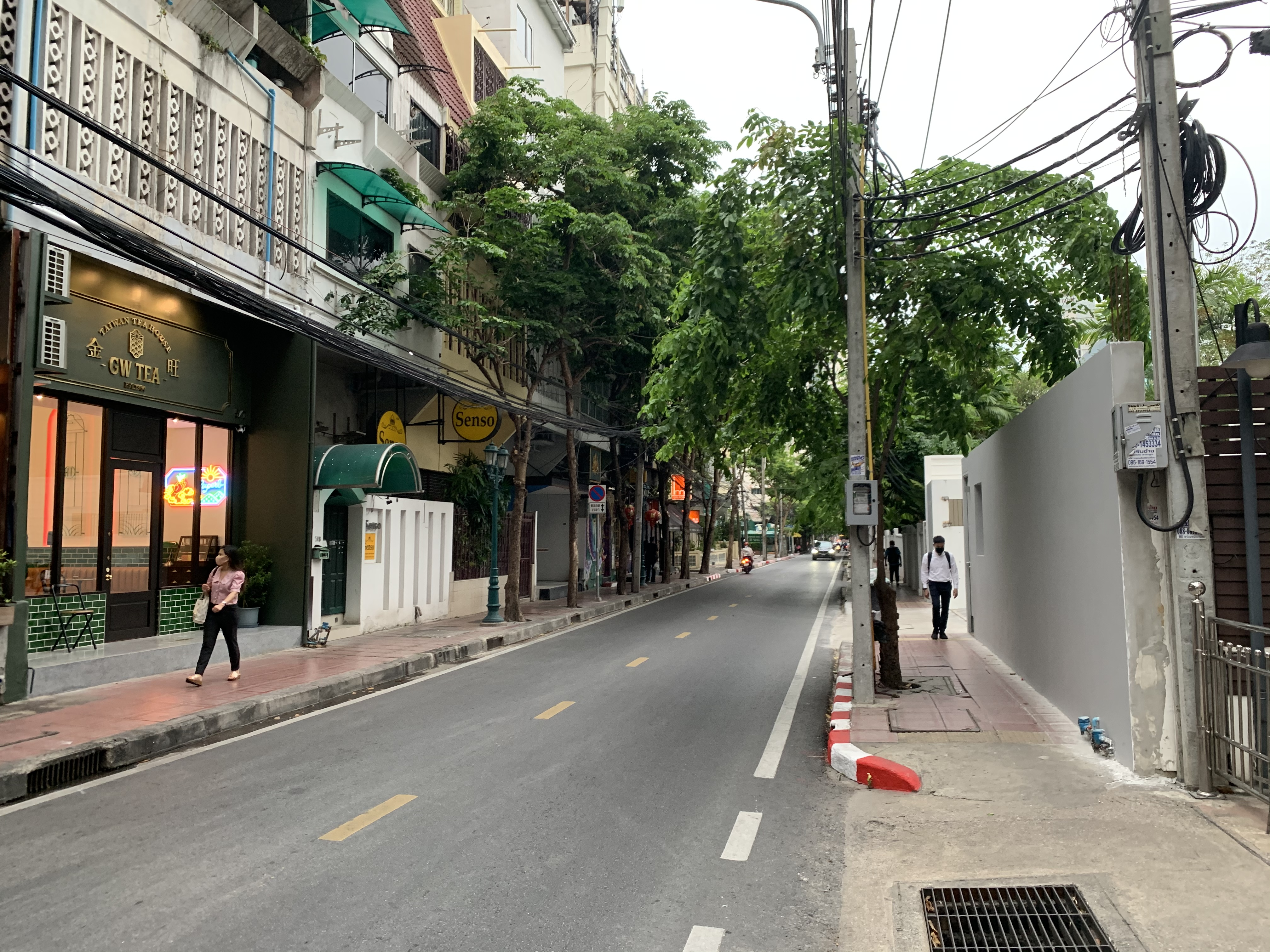
Thanon Sala Daeng. Foto: commonsanvändare Chainwit., 2021.

En mindre tvärgata som heter Thanon Sala Daeng, "Sala Daeng-gatan", binder samman  Silom med den parallella gatan Sathon (thai: ถนนสาทร).
Korsningen härbärgerar högbanan BTS Skytrains Sala Daeng-station på den mörkgröna Silomlinjen och MRT:s tunnelbanestation Silom på den blå linjen, vilket gör korsningen till en av de två lokaltrafiksystemens tre knutpunkter. Det är även här Siloms affärsdistrikt börjar. I korsningens ytterkanter ligger Lumphini Park och King Chulalongkorns Memorial Hospital.

## Historik
När Thailands första järnväg, Paknam Railway, cirka 1893 byggde en station på platsen var området bara risfält långt från stadskärnan. Där stationen byggdes ligger idag BTS-stationen Sala Daeng, ungefär mitt framför King Chulalongkorns Memorial Hospital. Stationen målades röd vilket gav den namnet Sala Daeng, "Röda paviljongen". Fälten i området namngavs efter stationen och fick heta Thung Sala Daeng(thai: ทุ่งศาลาแดง), "Röda fälten". 1925 avsatte kung Vajiravudh (Rama VI) 140 tunnland för att omvandla till Lumphini Park. Efterföljande markexploatering ledde till att området blev Bangkoks mest attraktiva affärsområde där Sala Daeng-korsningen är en av stadens mest trafikerade.